# Air Gabon
Air Gabon war eine staatliche gabunische Fluggesellschaft mit Sitz in Libreville und Basis auf dem Flughafen Libreville Leon M'ba.

## Geschichte

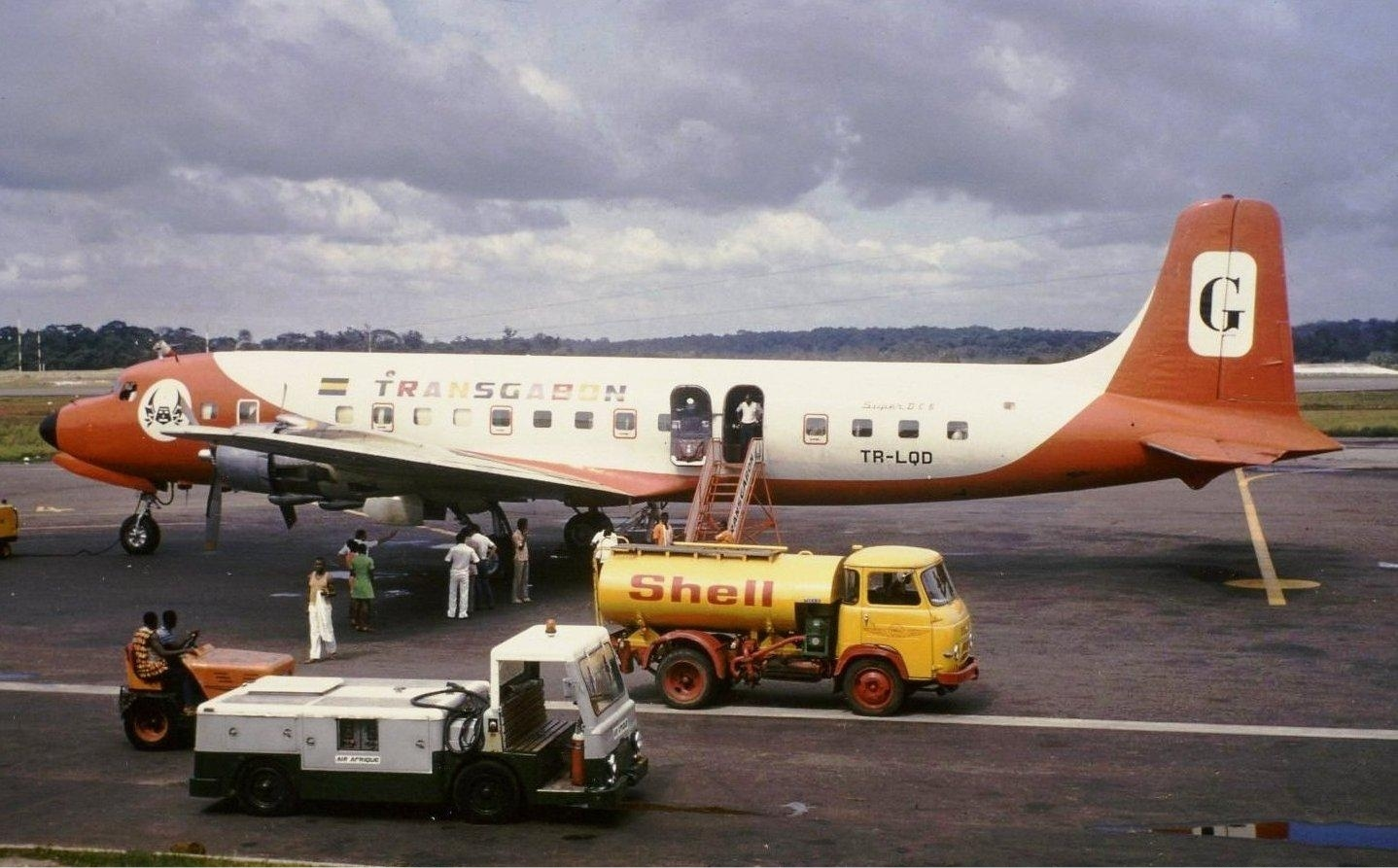
Eine Douglas DC-6 der Transgabon im Jahr 1972

Im Jahr 1948 erwarb der französische Unternehmer Jean-Claude Brouillet, der eine Spedition in Gabun betrieb, ein Flugzeug des Typs de Havilland Tiger Moth, um Luftpost innerhalb der Kolonie zu transportieren. Die Maschine wurde jedoch in einen Sturm beschädigt, so dass die Aufnahme des Flugbetriebs unter dem Namen Transgabon (offiziell Transports Aériens du Gabon) erst ein Jahr später mit einer De Havilland DH.89 Dragon Rapide und weiteren Kleinflugzeugen erfolgen konnte. Das Unternehmen setzte seine Maschinen zunächst auf Postflügen sowie im Auftrag von Minengesellschaften ein. Ab 1951 bot Transgabon erstmals Passagierflüge an und beförderte im selben Jahr 2300 Fluggäste. In den 1950er-Jahren führte die Gesellschaft auch Zubringerverkehr für Air France durch. Nachdem die Kolonie im August 1960 ihre Unabhängigkeit erhalten hatte, veräußerte Air France drei ihrer in Afrika stationierten Douglas DC-3 an die Gesellschaft, die sie auf nationalen Routen sowie auf Flügen in die Nachbarländer Spanisch-Guinea und Kongo einsetzte.
Die Republik Gabun trat im Jahr 1961 dem internationalen Konsortium Air Afrique bei. Air Afrique beteiligte sich gleichzeitig an Transgabon, die als nationale Fluggesellschaft erhalten blieb und Zubringerdienste leistete. Jean-Claude Brouillet veräußerte seine restlichen Unternehmensanteile im Jahr 1964 an die französische Fluggesellschaft UTA, die dadurch bis 1968 eine Mehrheitsbeteiligung an der Gesellschaft besaß. Im Jahr 1968 erwarb die Republik Gabun die Gesellschaftsanteile der UTA, wodurch Transgabon größtenteils verstaatlicht wurde. Im selben Jahr fusionierte das Unternehmen mit der Fluggesellschaft Compagnie Aérienne Gabonaise (firmierend als Air Gabon), die im Jahr 1951 als Charterfluggesellschaft entstanden war und nationale Strecken mit Propellerflugzeugen der Hersteller Beechcraft und de Havilland Canada bediente. Aus der Fusion der zwei Gesellschaften ging das Unternehmen Société Nationale Transgabon (SNT) hervor, an der Air Afrique und der Staat Gabun je zur Hälfte beteiligt waren. Die SNT setzte ihren Flugbetrieb von 1968 bis ins Jahr 1977 unter der Bezeichnung Transgabon fort.
Zum Jahresbeginn 1977 beendete die Republik Gabun ihre Zusammenarbeit mit dem multinationalen Konsortium Air Afrique und übernahm SNT vollständig. Nach der Verstaatlichung erhielt das Unternehmen den Namen Société Nationale Air Gabon und firmierte im Außenauftritt unter der neuen Bezeichnung Air Gabon.
Air Gabon führte ab dem 5. Oktober 1978 internationale Flüge nach Paris mit einer Boeing 747-200 durch. Auf nationalen und regionalen Strecken setzte die Gesellschaft unter anderem Flugzeuge der Typen Fokker F28 (ab 1974) und Boeing 737 (ab 1978) ein. Die Boeing 747 wurde im Jahr 1996 durch eine Boeing 767 ersetzt, welche fortan unter anderem nach Paris zum Einsatz kam.
Im Jahr 2006 meldete Air Gabon Insolvenz an. Die Republik Gabun plante die Gründung einer Nachfolgegesellschaft namens Air Gabun International, an der sich Royal Air Maroc beteiligen wollte. Die Nachfolge trat jedoch Gabon Airlines an, die ihren Betrieb im Jahr 2011 eingestellt hat.

## Flugziele

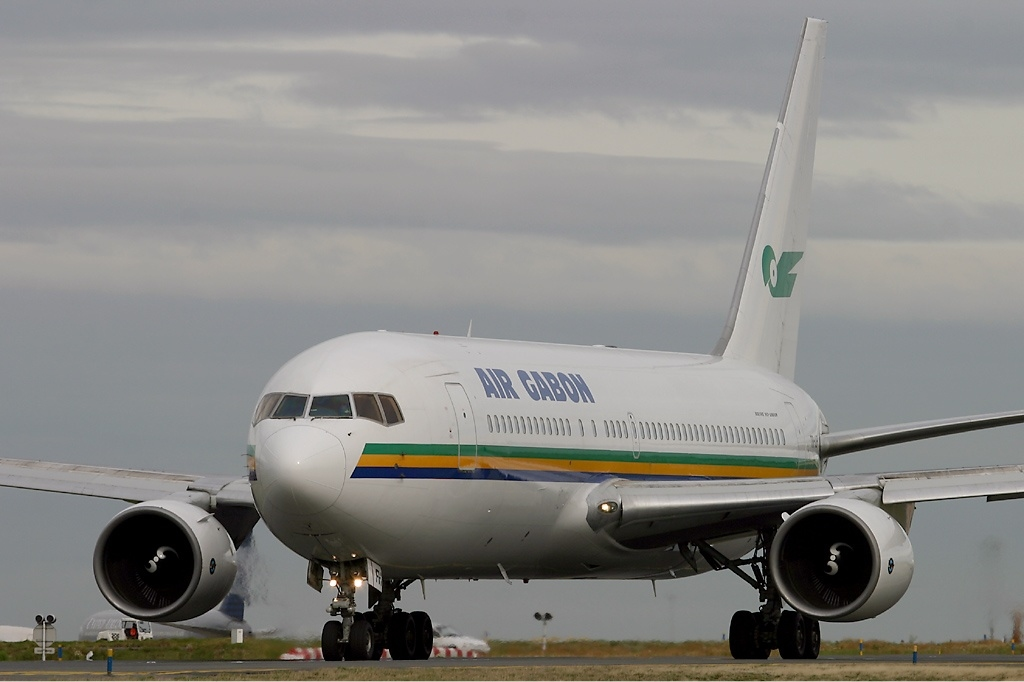
Boeing 767-200 der Air Gabon, 2004

Air Gabon bediente neben einigen Inlandszielen hauptsächliche internationale Langstrecken, beispielsweise nach Rom und Paris.

## Flotte

### Flotte bei Betriebseinstellung

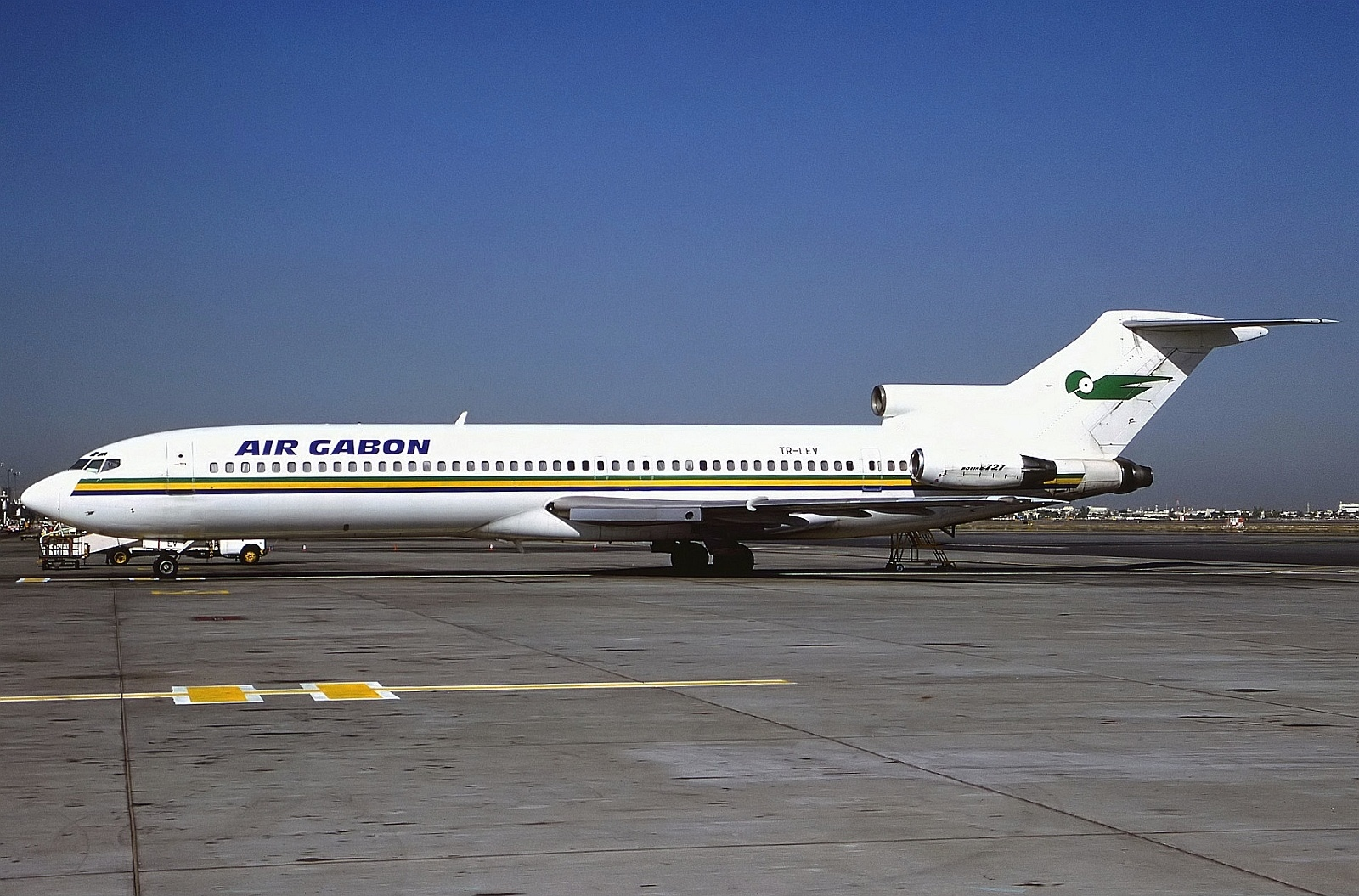
Boeing 727-200 der Air Gabon, 1999

Vor Einstellung des Flugbetriebs im Jahr 2006 bestand die Flotte der Air Gabon aus vier Flugzeugen:
- 1 Boeing 737-200
- 1 Boeing 767-200
- 1 Boeing 767-300
- 1 Fokker F28

### Zuvor eingesetzte Flugzeuge

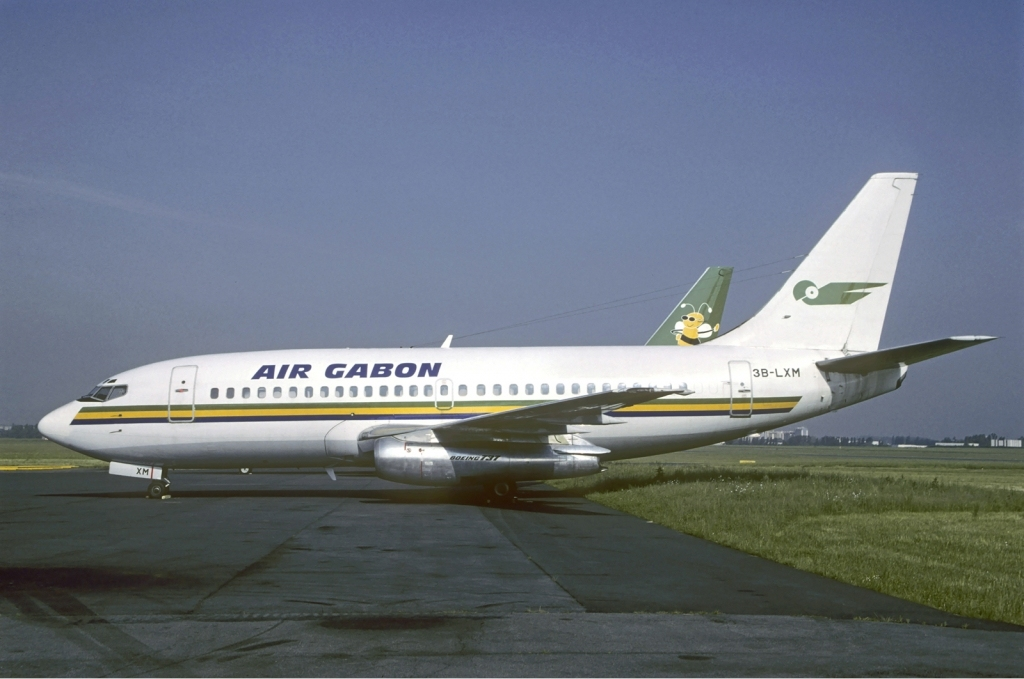
Boeing 737-200 der Air Gabon, 1998

Air Gabon und ihre Vorgänger setzten u. a. folgende Flugzeugtypen ein:
- ATR-42
- ATR-72
- Boeing 727
- Boeing 737-300, -400
- Boeing 747-200
- Bristol 170 Freighter
- Britten-Norman Islander
- Canadair CL-44
- Douglas DC-3
- Douglas DC-4
- Douglas DC-6
- Douglas DC-8
- Fokker 100[6]
- Hawker Siddeley HS 748
- Lockheed Hercules
- NAMC YS-11
- Sud Aviation Caravelle
- Vickers Vanguard

## Zwischenfälle
- Am 26. Februar 1979 stürzte eine Douglas DC-6B der Air Gabon (Luftfahrzeugkennzeichen TR-LXN) 11 Kilometer vom Flughafen Moanda (Gabon) entfernt in einen Sumpf. Alle 3 Besatzungsmitglieder, die einzigen Insassen, kamen ums Leben.[7]